# Martín Bucero
Martín Bucero (en alemán Martin Bucer, escrito en alto alemán moderno Martin Butzer; Schlettstadt, 11 de noviembre de 1491jul. - Cambridge, 28 de febrero de 1551jul.) fue un teólogo alemán involucrado en la Reforma protestante en Estrasburgo y que influyó en las doctrinas y prácticas luteranas, calvinistas y anglicanas. Originalmente era miembro de la Orden de Predicadores, pero después de conocer a Martín Lutero en 1518 consiguió que se anularan sus votos monásticos. Seguidamente, comenzó a trabajar para la Reforma con el apoyo de Franz von Sickingen, caballero del Sacro Imperio.
Sus esfuerzos para reformar la Iglesia en Wissembourg condujeron a que fuera excomulgado de la Iglesia católica y se viera obligado a huir a Estrasburgo. Allí, Bucero se unió a un grupo de reformadores que incluía a Matthäus Zell, Wolfgang Capito y Caspar Hedio. Actuó como mediador entre los líderes reformadores Lutero y Zuinglio, quienes diferían sobre la doctrina de la eucaristía. Más tarde, Bucero trató de interceder en discusiones sobre los artículos comunes de la fe, como la Confesión Tetrapolitana y la Concordia de Witemberg —en esta última tuvo una importante colaboración de Felipe Melanchthon—.
Bucero creía que se podría convencer a los católicos del Sacro Imperio a unirse a la Reforma. A través de una serie de conferencias organizadas por el emperador Carlos V, trató de unir a protestantes y católicos para crear una iglesia nacional alemana independiente de la autoridad papal. No pudo lograr esto, ya que varios acontecimientos políticos condujeron a la Guerra de Esmalcalda y al retroceso del protestantismo en el Sacro Imperio. En 1548, Bucero fue persuadido, bajo coacción, a firmar el llamado «Interim de Augsburgo», que impuso ciertas prácticas de origen católico. Sin embargo, continuó promoviendo reformas hasta que Estrasburgo aceptó el «Interim», ya que había sido expulsado de la ciudad durante el proceso.
En 1549 se exilió en Inglaterra, en donde, bajo la dirección de Thomas Cranmer, influyó en la segunda revisión del Libro de Oración Común. Murió en Cambridge a los 59 años. Aunque su ministerio no creó una nueva denominación cristiana, muchas corrientes protestantes le han reconocido como uno de sus fundadores y le consideran como uno de los pioneros del ecumenismo.

## Contexto histórico

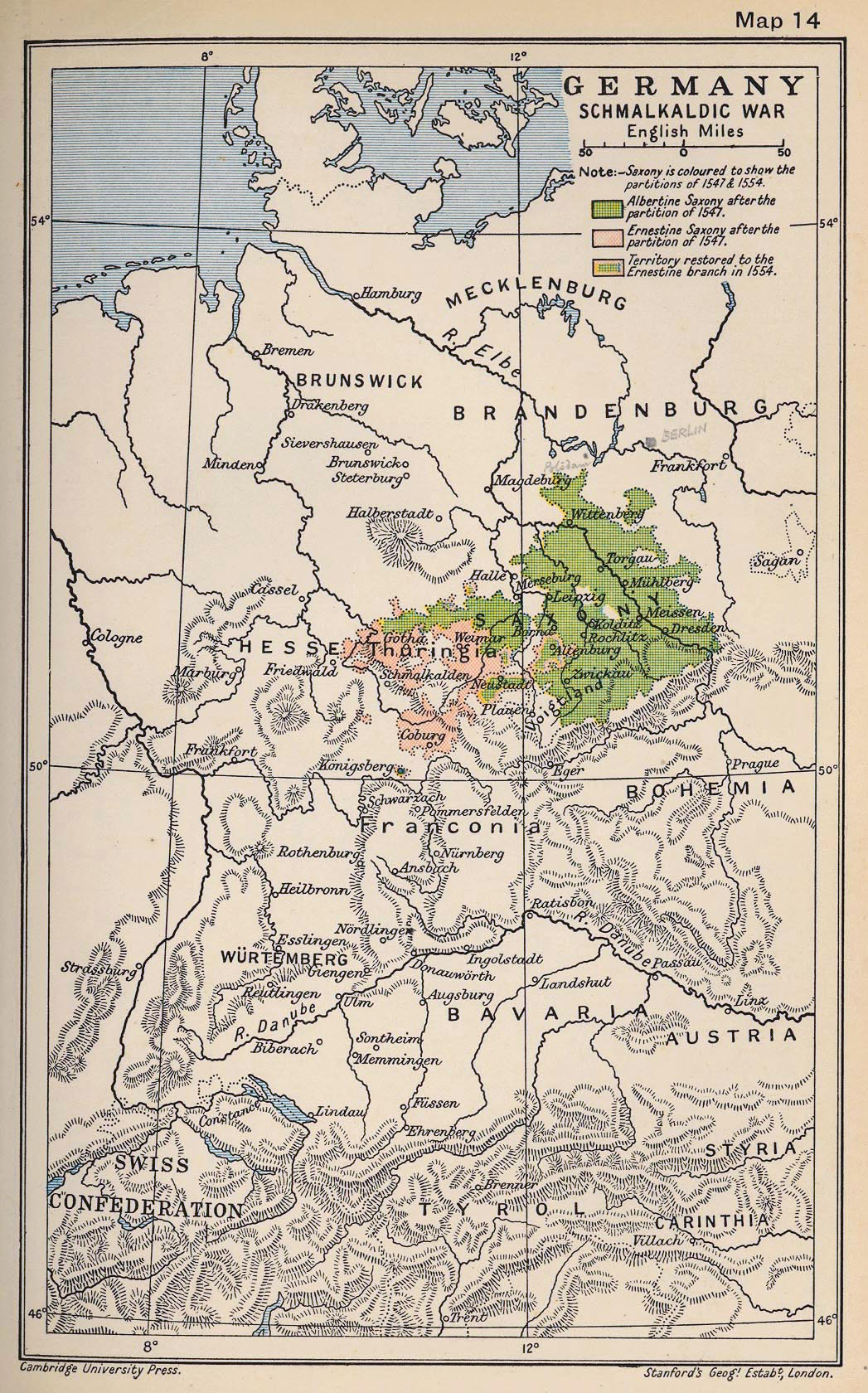
Mapa de las dos particiones del electorado de Sajonia (en verde y rosa). Sajonia estaba dividida en dos principados, uno de los cuales, con su capital en Wittenberg, era otro electorado. Carlos V transfirió al electorado y gran parte de su territorio a la Sajonia albertina en 1547, después de la derrota de la Liga de Esmalcalda y Juan Federico I de Sajonia. Hesse estaba al oeste de Sajonia.

En el siglo XVI, el Sacro Imperio Romano Germánico era un importante Estado centralizado. El imperio se dividía en muchos principados y ciudades-Estado que proporcionaban un poderoso control sobre el gobierno del emperador del Sacro Imperio. La división de poderes entre el emperador y los diversos estados hizo posible la Reforma en Alemania, ya que las entidades federadas defendieron a los reformistas dentro de sus territorios. En el electorado de Sajonia, Martín Lutero recibió el apoyo del elector Federico III y sus sucesores, Juan y Federico. Felipe I de Hesse —cuyas posesiones estaban a medio camino entre Sajonia y Renania— también apoyó la Reforma y ocupó un lugar destacado en la vida de Lutero y Bucero. El emperador Carlos V tuvo que equilibrar las demandas de sus súbditos imperiales. Al mismo tiempo, se distraía por las guerras con Francia, el Imperio otomano y en Italia. La rivalidad política tuvo gran influencia en los acontecimientos eclesiásticos dentro del Sacro Imperio.
Además de los principados, las ciudades imperiales libres —nominalmente bajo el control del emperador, pero realmente gobernadas por concejos que actuaban como gobiernos soberanos— estaban esparcidas por todo el Sacro Imperio. A medida que la Reforma se establecía, se producían enfrentamientos en muchas ciudades entre reformadores locales y los magistrados conservadores de las mismas. En una ciudad imperial libre (Estrasburgo) comenzó su obra Martín Bucero. Situada en la frontera occidental del Sacro Imperio, esta ciudad era aliada de poblaciones suizas al borde del dominio imperial. Algunas habían adoptado una religión reformada distinta del luteranismo, en la que los conceptos sociales humanistas y la ética comunitaria desempeñaban un papel más importante. Junto a un grupo de ciudades imperiales libres en el sur y oeste del territorio alemán, Estrasburgo siguió este modelo de Reforma. Estaba administrada por un gobierno local complejo bajo el control de unas cuantas familias poderosas y gremios acaudalados. En el tiempo de Bucero, el malestar social crecía a medida que los artesanos de la clase baja resentían su inmovilidad social y la disparidad de ingresos. Los ciudadanos no tenían prevista la revolución, pero eran receptivos a nuevas ideas que pudieran mejorar sus vidas.

## Infancia y juventud
Martín Bucero nació en Schlettstadt (Alsacia), una ciudad imperial libre del Sacro Imperio. Su padre y abuelo, ambos llamados Claus Butzer, construían barriles para el comercio. No hay datos sobre la madre. Probablemente asistió Bucero a una prestigiosa escuela de gramática de Schlettstadt, adonde los artesanos enviaban a sus hijos. Completó sus estudios en el verano de 1507 e inició su noviciado en la Orden de Predicadores. Más tarde, afirmó que su abuelo le había obligado a entrar a la Orden. Después de un año, fue consagrado como acólito en la iglesia de San Guillermo de Estrasburgo —administrada por los guillermitas— e hizo sus votos como fraile dominico. En 1510, fue consagrado diácono. Hacia 1515 estudiaba teología en el convento de los dominicos en Heidelberg. Al año siguiente, tomó un curso de dogmática en Maguncia, donde fue ordenado sacerdote. Volvió a Heidelberg en enero de 1517 para matricularse en la universidad. En esta época fue influido por el humanismo y empezó a comprar libros publicados por Johann Froben y Erasmo de Róterdam. En 1518, el catálogo de libros de Bucero incluía las principales obras de santo Tomás de Aquino, líder de la escolástica medieval y la Orden de Predicadores.

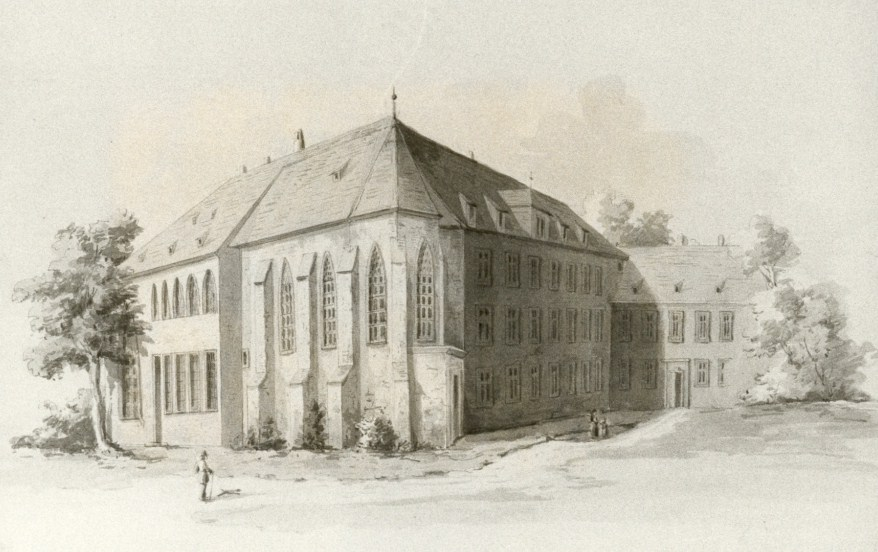
Convento de los dominicos en Heidelberg.

En abril de 1518, Johann von Staupitz, vicario general de los agustinos, invitó Martín Lutero de Wittenberg para discutir su teología en la disputa de Heidelberg. Allí, Bucero se reunió por primera vez con Lutero. En una larga carta a su mentor, Beato Renano, Bucero le contó lo que había aprendido e hizo comentarios sobre algunas de las noventa y cinco tesis de Lutero. Estaba de acuerdo con gran parte de ellas y percibía que las ideas de Lutero y Erasmo estaban en concordancia. Debido a que reunirse con Lutero era arriesgado en ese momento, pidió a Renano que guardara la carta para que no cayera en manos equivocadas. También redactó su testamento, que contenía el inventario de sus libros. A principios de 1519, Bucero recibió el grado de baccalaureus. Sin embargo, en el verano de ese año, manifestó sus opiniones teológicas en una disputa en la facultad en Heidelberg y reveló su ruptura con la doctrina de Aquino y la escolástica.

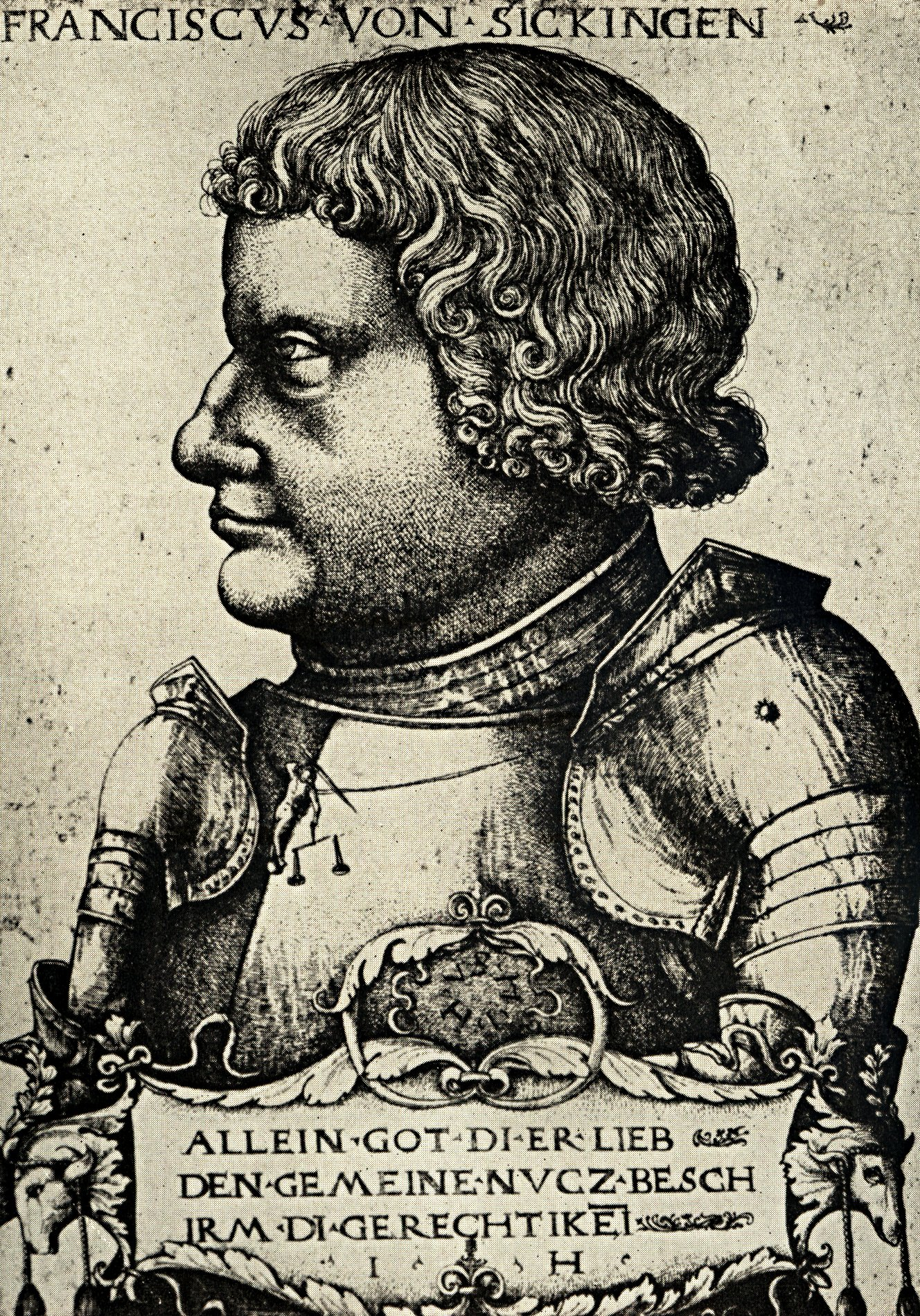
Franz von Sickingen fue el protector y defensor de Bucero en sus primeros años.

Los eventos que le obligaron a abandonar la Orden surgieron del acercamiento a las nuevas ideas y al creciente contacto con otros humanistas y reformadores. Uno de sus compañeros, Jacob van Hoogstraaten, gran inquisidor de Colonia, trató de perseguir al erudito humanista Johannes Reuchlin. Otros estudiosos, como el noble Ulrich von Hutten y el caballero imperial Franz von Sickingen, se posicionaron del lado de Reuchlin. La cacería de Hoogstraten fue frustrada, pero después empezó a planear un ataque contra Bucero. En una carta fechada el 11 de noviembre de 1520, Bucero advirtió al reformista Wolfgang Capito que Hoogstraaten amenazaba con hacerlo un ejemplo de castigo, como había hecho con un seguidor de Lutero meses atrás. Para escapar de la jurisdicción dominica, necesitaba liberarse de sus votos monásticos. Capito y otros pudieron acelerar la anulación de los votos y, el 29 de abril de 1521, Bucero salió formalmente de la Orden de Predicadores.
En los dos años siguientes, estuvo protegido por Sickingen y Hutten. También trabajó durante un tiempo en la corte del elector palatino Luis V como capellán de Federico, su hermano menor. Sickingen era una figura importante en la corte de Luis V. Este nombramiento permitió a Bucero vivir en Núremberg, la ciudad más poderosa del Sacro Imperio y cuyos funcionarios de gobierno eran mayoritariamente reformados. Allí conoció a muchas personas que compartían sus puntos de vista, como los humanistas Willibald Pirckheimer y Andreas Osiander, futuro reformador de esa ciudad. En septiembre de 1521, Bucero aceptó una oferta de trabajo de Sickingen como pastor en Landstuhl —donde el caballero imperial tenía un castillo— y se trasladó a esa localidad de mayo de 1522. En el verano de 1522, se casó con una ex monja católica, Elisabeth Silbereisen.
Sickingen también le ofreció el financiamiento de sus estudios en Witemberg. En su camino, Bucero se detuvo en la ciudad de Wissembourg, cuyo líder reformador, Heinrich Motherer, le pidió que fuera su capellán. Accedió a interrumpir su viaje y comenzó a trabajar de inmediato, con sermones diarios en los que atacaba las prácticas tradicionales de la Iglesia católica y las órdenes monásticas. De acuerdo a sus creencias, la Biblia era la única fuente de conocimiento para alcanzar la salvación (sola scriptura) y la misa no debía considerarse como una «recrucificación de Cristo», sino un recibimiento del don de la salvación divina a través de Cristo. Además, acusaba a los monjes de crear reglas adicionales a lo que estaba establecido en la Biblia. Resumió sus convicciones en seis tesis y pidió una disputación pública. Sus oponentes —los franciscanos y dominicos locales— lo ignoraron, pero sus prédicas incitaron a la gente del pueblo a amenazar a los conventos de la ciudad. El obispo de Espira le respondió con la excomulgación y, aunque el ayuntamiento continuó apoyándolo, otros acontecimientos amenazaron la vida de Bucero. Su benefactor, Sickingen, fue derrotado y asesinado durante la Revuelta de los Caballeros de 1522, mientras que Hutten huyó a Suiza. El ayuntamiento pidió a Bucero y Motherer que se fueran y, el 13 de mayo de 1523, ambos se escaparon a la cercana Estrasburgo.

## Reformador en Estrasburgo

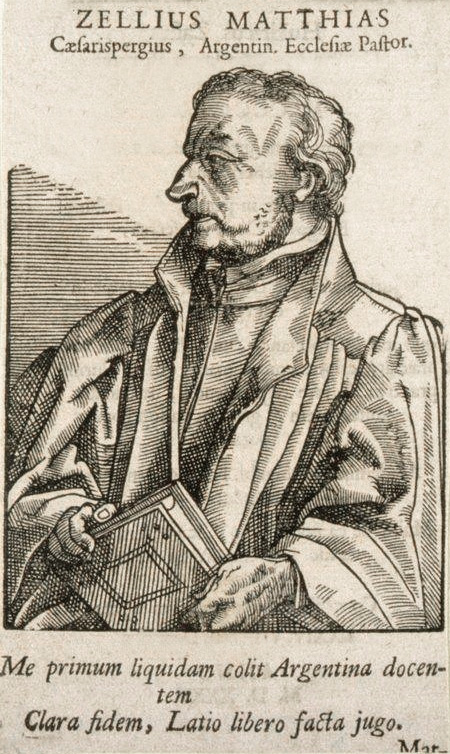
Matthäus Zell era el reformador más importante de Estrasburgo y ayudó a Bucero cuando vino a la ciudad.

Excomulgado y sin medios de subsistencia, se encontraba en una situación precaria cuando llegó a Estrasburgo. No era ciudadano de la ciudad, una condición que concedía la protección por parte de las autoridades. El 9 de junio de 1523, Bucero escribió una carta urgente al reformador de Zúrich (Ulrico Zuinglio), pidiéndole un viaje seguro a Suiza. Por suerte, el Concejo de Estrasburgo estaba bajo la influencia del protestante Matthäus Zell y, durante los primeros meses, Bucero trabajó como su capellán no oficial y dando clases sobre los libros de la Biblia. El 24 de agosto de 1523, el gremio más grande de la ciudad, Gärtner o «los jardineros», le designó como el pastor de la iglesia de Santa Aurelia. Un mes más tarde, el concejo aceptó su solicitud de ciudadanía. Durante su estancia en Estrasburgo, se unió a un grupo de reformadores notables: Zell —quien hacía de predicador en las misas—, Wolfgang Capito —el teólogo más influyente en la ciudad— y Caspar Hedio —el predicador de la catedral—. Una de las primeras actuaciones de Bucero en la causa de la Reforma fue un debate con Thomas Murner, un monje que había criticado a Lutero en sátiras. Mientras el ayuntamiento trataba de no meterse en asuntos religiosos, el número de personas que apoyaban la Reforma y la hostilidad hacia los clérigos tradicionales había crecido considerablemente.
El antagonismo llegó a su cúspide cuando Conrad Treger, el prior provincial de los agustinos, denunció a los predicadores reformados y burgueses de la ciudad como herejes. El 5 de septiembre de 1524, turbas enfurecidas irrumpieron en los conventos y saquearon y destruyeron las imágenes religiosas. Muchos opositores de la Reforma fueron arrestados, entre ellos Treger. Luego de que el concejo solicitase una declaración oficial de los reformadores, Bucero elaboró doce artículos que resumían las enseñanzas de la Reforma, como la justificación por la fe (sola fide). Rechazaba la misa y algunos conceptos católicos como los votos monásticos, la veneración de santos y el purgatorio. Se negó a reconocer la autoridad papal y, en su lugar, enfatizó la obediencia al gobierno local. El 12 de octubre, Treger fue liberado y huyó de Estrasburgo. Con su partida, la oposición abierta a la Reforma terminó en la ciudad.
El primer logro de los reformadores fue la creación de un nuevo culto de adoración —en ese momento, los que vivían en Estrasburgo seguían la liturgia de Zuinglio—. Presentaron propuestas para unificar los cultos de adoración del movimiento de la Reforma desarrollados por los teólogos de Witemberg y Zúrich. En Grund und Ursach (Fundamentos y causas), publicado en diciembre de 1524, Bucero atacaba la doctrina de la misa como un «sacrificio» y rechazó las vestiduras litúrgicas, el altar mayor y cualquier forma de ritual. Para mayo de 1525, las reformas se habían aplicado en las iglesias parroquiales de la ciudad, pero el ayuntamiento decidió permitir que la misa continuara celebrándose en la catedral y las colegiatas de Santo Tomás, San Pedro el Joven y San Pedro el Viejo.

## Conversaciones con Lutero y Zuinglio

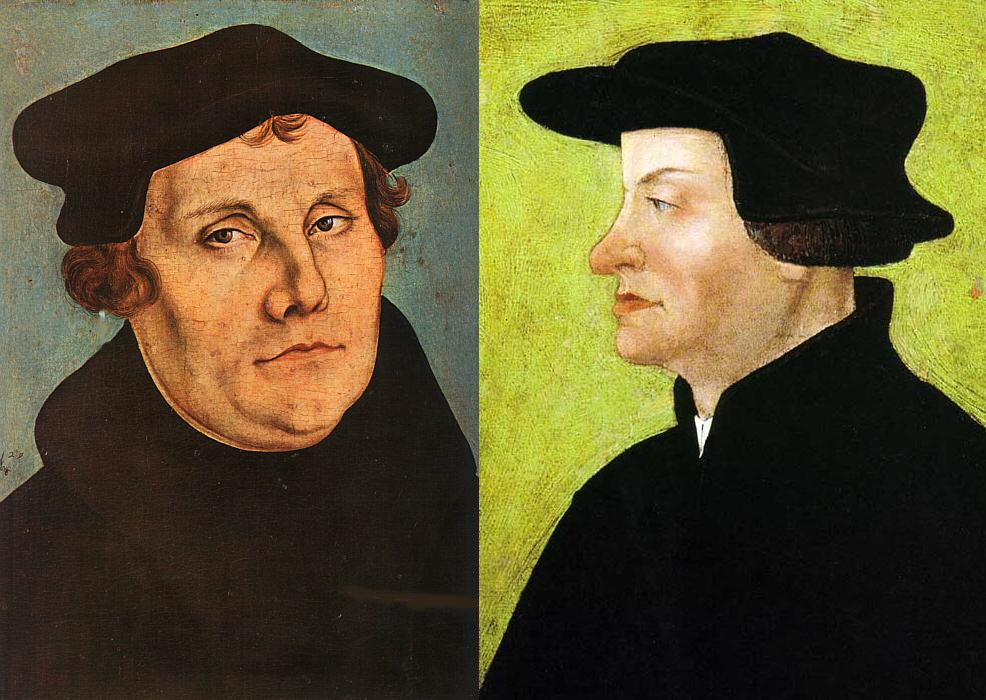
Bucero intentó mediar entre Martín Lutero (a la izquierda) y Ulrico Zuinglio en asuntos doctrinales.

A partir de 1524, se concentró en el tema que dividía a los líderes reformadores: la eucaristía. En esta discusión, trató de mediar entre Martín Lutero y Ulrico Zuinglio. Los dos teólogos estaban en desacuerdo sobre si el cuerpo y la sangre de Cristo estaban, verdaderamente, presentes en el pan y el vino durante la celebración de la Cena del Señor. Lutero creía en la presencia real de Jesús, pero Zuinglio consideraba que era una presencia simbólica. A finales de 1524, Bucero había abandonado la idea de la presencia real y, después de algunos estudios exegéticos, aceptó la interpretación de Zuinglio. No obstante, no creía que la Reforma dependía de cualquiera de las posiciones, sino que se basaba en la fe en Cristo y otros asuntos secundarios. En este sentido, se diferenció de la postura de Zuinglio.
En marzo de 1526, Bucero publicó Apologia, en la que defendía sus puntos de vista. Propuso una fórmula que esperaba satisfacer a ambas partes: las diferentes interpretaciones de las Sagradas Escrituras eran aceptables y la unidad de la Iglesia estaba asegurada, siempre y cuando ambas partes tuvieran «fe como la de un niño en Dios». Bucero indicó que su interpretación y la de Zuinglio sobre la eucaristía eran las únicas correctas, mientras que la de los teólogos de Wittenberg podrían estar en un error, pero los aceptó como hermanos que estaban de acuerdo en los mismos fundamentos de la fe. También publicó dos traducciones de obras de Lutero y Johannes Bugenhagen, con una interpolación de su propia interpretación de la Cena del Señor en el texto. Esto indignó a los teólogos de Witemberg y perjudicó sus relaciones con Bucero. En 1528, cuando Lutero publicó Vom Abendmahl Christi, Bekenntnis (lit., El compromiso de la Santa Cena de Cristo), en la que detalla su concepto de la unión sacramental. Bucero respondió con el tratado Vergleichnung D. Luthers, und seins gegentheyls, vom Abendmal Christi (Conciliación entre el Dr. Lutero y sus oponentes en cuanto a la Cena de Cristo), que tomó la forma de un diálogo entre dos mercaderes: en Núremberg apoyaron a Lutero y en Estrasburgo a Bucero y, aparentemente, este último venció. Bucero señaló que mientras Lutero había negado la impanación —la idea de que Cristo «se hizo pan»— no existía desacuerdo entre él y Zuinglio, porque entonces creía en una presencia espiritual de Cristo en la eucaristía. Lutero rechazó con dureza esta interpretación de Bucero.
Durante este tiempo, Bucero y Zuinglio permanecieron en estrecho contacto, discutían sobre otros aspectos teológicos, como el uso de imágenes religiosas y la liturgia. En ocasiones, Bucero no dudada en expresar su desacuerdo a Zuinglio, aunque la unidad entre Estrasburgo y las iglesias suizas tenía prioridad sobre esas diferencias. En 1527, Bucero y Capito asistieron a una disputa en Berna para decidir si la ciudad debía aceptar doctrinas y prácticas reformadas. Bucero dio un fuerte apoyo al liderazgo de Zuinglio en la disputa, que finalmente introdujo la Reforma en esa ciudad suiza. La última reunión entre Zuinglio y Lutero fue en la disputa de Marburgo (en octubre de 1529), organizada por Felipe I de Hesse y a la que asistieron varios líderes reformadores, entre ellos Bucero. Lutero y Zuinglio coincidieron en 13 de los 14 temas que se trataron, pero el segundo teólogo no aceptó la doctrina de la presencia real, en la que Lutero no cedió. Luego de que se interrumpiera el diálogo entre los dos, Bucero intentó salvar la situación, pero Lutero dijo: «Es obvio que no tenemos un mismo espíritu». La reunión terminó en un fracaso. Al año siguiente, Bucero escribió su decepción por la inflexibilidad doctrinaria:

Por mi parte, no he conocido a dos personas que creyeran exactamente lo mismo. Esto también sucede en la teología.

## Competencia entre denominaciones protestantes

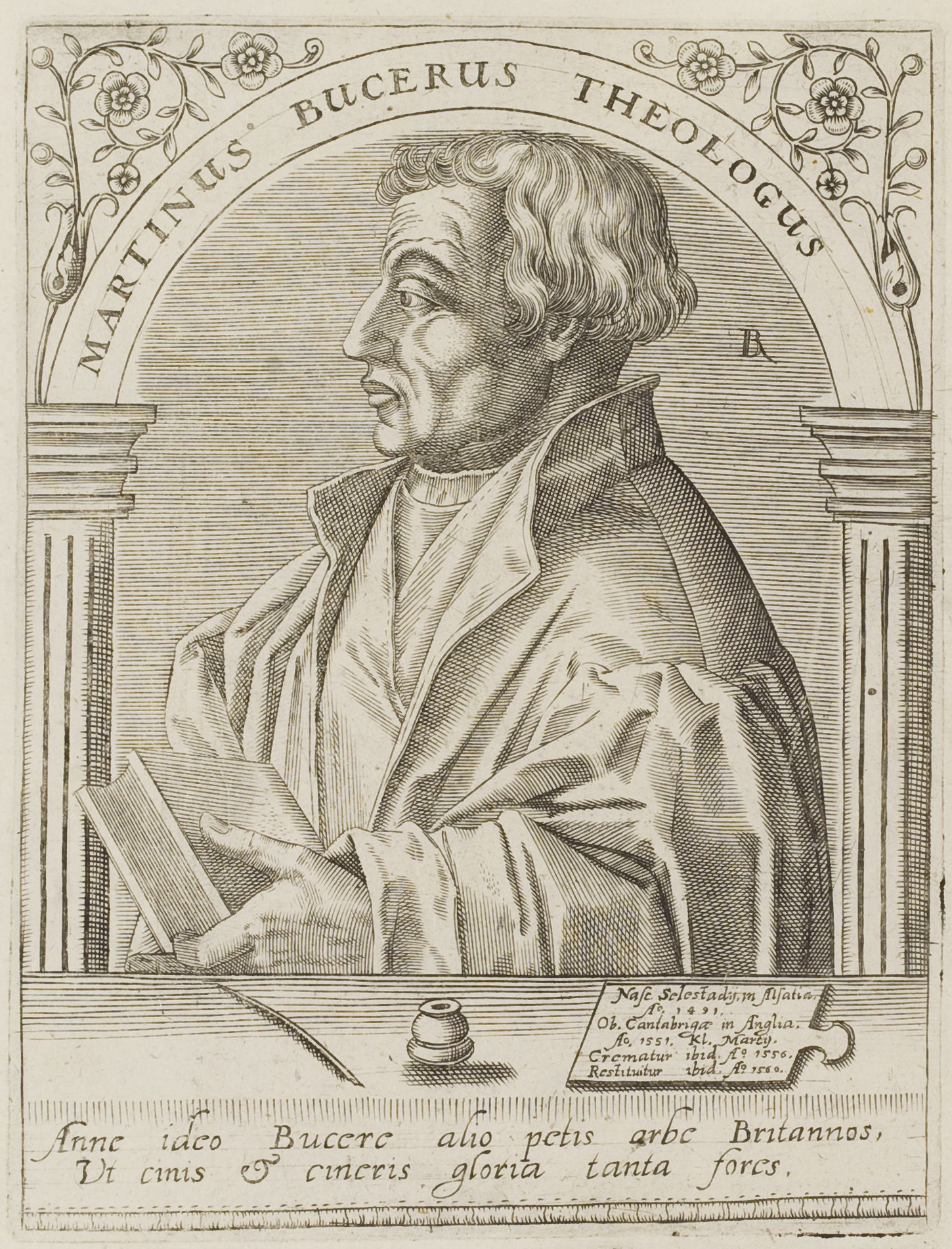
Retrato de Martín Bucero en Icones quinquaginta vivorum, por Jean-Jacques Boissard.

La división teológica entre los reformadores se hizo evidente cuando el emperador Carlos V les pidió que presentaran sus puntos de vista en la dieta de Augsburgo (1530). Felipe Melanchthon, el principal delegado de Witemberg, preparó rápidamente un proyecto que, con el tiempo, se convirtió en la confesión de fe de Augsburgo. Los teólogos de Witemberg rechazaron los intentos de Estrasburgo por adoptarlo sin el artículo sobre la Cena del Señor. En respuesta, Bucero escribió una nueva confesión: la Confesión Tetrapolitana (Confessio Tetrapolitana), llamada así porque solo cuatro ciudades la adoptaron —Estrasburgo y otras tres ciudades del sur de Alemania: Constanza, Memmingen y Lindau—. Se utilizó una copia del proyecto de Melanchthon como punto de partida y el único cambio importante fue la redacción en el artículo sobre la eucaristía. Según Eells, el artículo sobre la eucaristía en la Confesión Tetrapolitana decía: «En este sacramento, su verdadero cuerpo y verdadera sangre son verdaderamente dados para comer y beber, como alimento para sus almas [de los creyentes] y para la vida eterna, para que permanezcan en Él y Él en ellos». La palabra verdaderamente es ambigua y no se definió con exactitud.
Sin embargo, el emperador decretó el 22 de septiembre que los reformadores debían reconciliarse con la fe católica o que usaría la fuerza militar para reprimirlos. Esto provocó que Melanchthon se reuniera con Bucero y, después de largas discusiones, se acordaron nueve tesis, que enviaron a Lutero y Estrasburgo. Los magistrados de esa ciudad también las transmitieron a Basilea y Zúrich. Bucero se reunió con Lutero en Coburgo, entre el 26 y 28 de septiembre. Aunque seguía rechazando sus tesis, le animó a continuar con la búsqueda de la unidad. Luego, viajó a varias localidades meridionales de Alemania —Ulm, Isny de Algovia, Constanza, Memmingen y Lindau, entre otras— y las ciudades suizas de Basilea y Zúrich. En esta última, el 12 de octubre presentó los artículos a Zuinglio, quien ni se opuso ni estaba de acuerdo con él.
En febrero de 1531, los príncipes y las ciudades protestantes del Sacro Imperio crearon la Liga de Esmalcalda para defender la religión reformada. En Estrasburgo, Jakob Sturm von Sturmeck negoció la inclusión de la ciudad debido a su adhesión a la Confesión Tetrapolitana. En ese momento, la relación de Bucero con Zuinglio se estaba deteriorando. Los acuerdos políticos de la ciudad con el Elector de Sajonia y el apoyo teológico parcial de Bucero a Lutero eran demasiado para Zuinglio. El 21 de febrero de 1531, escribió a Bucero para poner fin a su amistad. Cuando los delegados de las ciudades meridionales de Alemania se reunieron en Ulm del 23 al 24 de marzo de 1532 para discutir su alianza con la Liga de Esmalcalda, Bucero les aconsejó que firmaran la Confesión de fe de Augsburgo si eran presionados a hacerlo. Según Bucero, recomendar la confesión de fe de sus rivales sobre su propia versión sorprendió a las ciudades suizas. Lutero continuó sus críticas polémicas contra Bucero, pero este se mantuvo impasible. «En cualquier caso, debemos buscar la unidad y amor en nuestras relaciones con los demás —escribió—, independientemente de cómo se comporten con nosotros». En abril y mayo de 1533, volvió a recorrer las ciudades del sur de Alemania y las de Suiza. En estas últimas no quedaron convencidos y no se unieron a la alianza protestante.

## Organizador de la iglesia en Estrasburgo

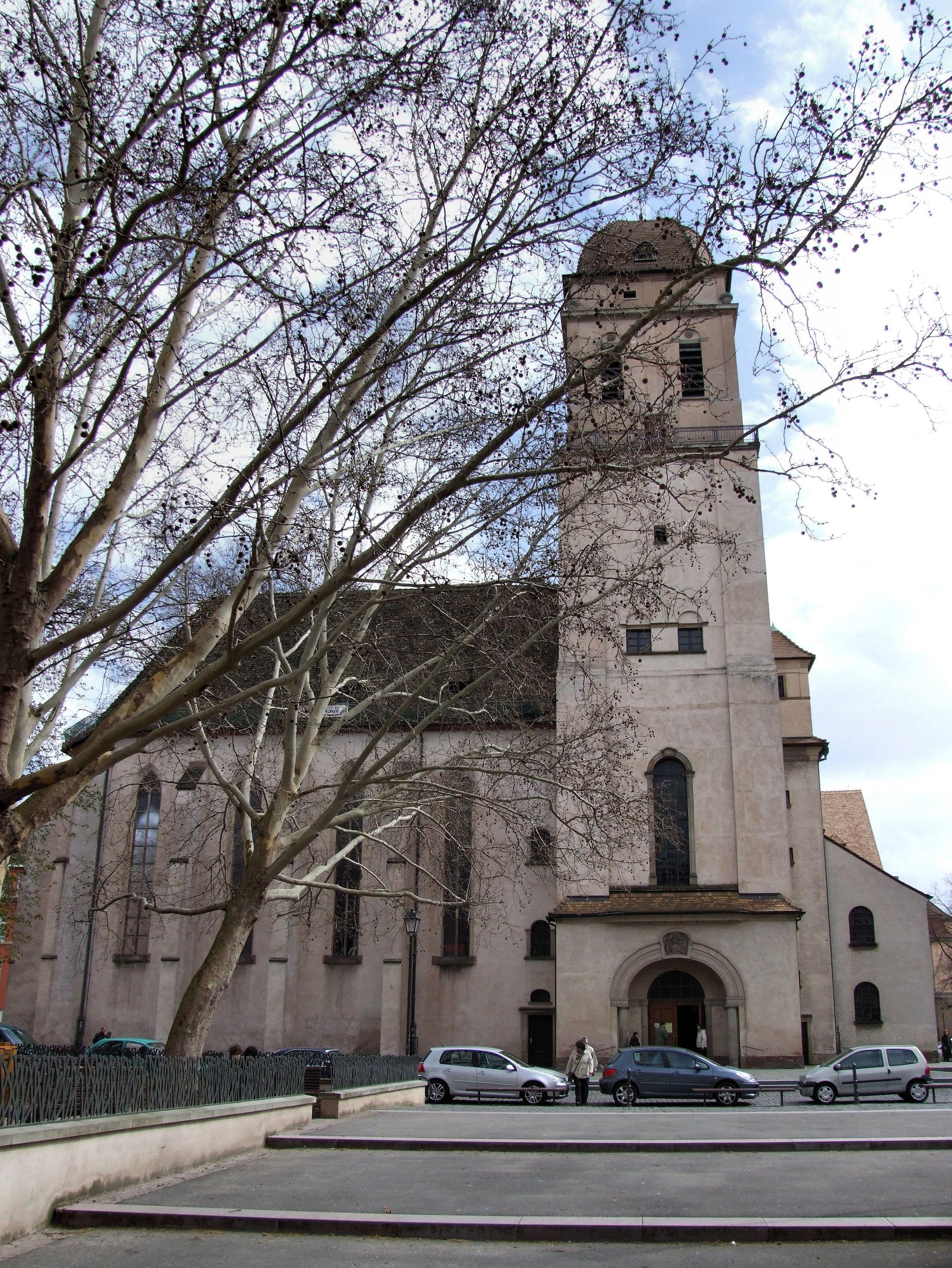
Fachada de la iglesia de Santa Magdalena.

Mientras se desarrollaban aquellos acontecimientos, los reformadores de Estrasburgo estaban progresando poco a poco. Su presión sobre el concejo municipal para prohibir todas las misas finalmente tuvo éxito. El 20 de febrero de 1529, Estrasburgo abrazó abiertamente la Reforma al suspenderse oficialmente la celebración de misas. En su lugar, se celebraban dos cultos con sermón (Predigtgottesdienste) cada domingo en todas las iglesias parroquiales. El 5 de enero de 1530, cuando Estrasburgo se unió a la alianza de las ciudades suizas, la Coburguesía Cristiana (Christliches Burgrecht), el concejo eliminó sistemáticamente las imágenes y los altares laterales de las iglesias. Bucero fue el primero en tolerar esas imágenes en los lugares de culto, siempre y cuando no fueran veneradas. Más tarde, llegó a pensar que debían quitarse debido a su potencial abuso y abogó en un tratado para que se retiraran. En primer lugar, tuvo que obtener la autorización de los magistrados y luego trató de instruir al pueblo a que abandonara la devoción a las imágenes.
Su objetivo prioritario en la ciudad era inculcar disciplina moral en la iglesia. Para este fin, guardianes especiales (Kirchenpfleger), elegidos entre los laicos, eran asignados a cada parroquia para supervisar la doctrina y su práctica. Esta preocupación fue motivada por los efectos de una población de refugiados en rápido crecimiento, atraídos por las leyes flexibles de asilo de Estrasburgo. La afluencia de refugiados, sobre todo después de 1528, causaron la aparición de varios predicadores revolucionarios. Estos hombres estaban inspirados en una variedad de doctrinas apocalípticas y místicas y, en algunos casos, por la hostilidad hacia el orden social y la noción de una iglesia oficial. Un número significativo de refugiados eran anabaptistas y espiritistas, como los seguidores de Melchor Hoffman, Kaspar Schwenkfeld von Ossig y Clemens Ziegler. Bucero tomó la responsabilidad de atacar a estos y otros predicadores populares para minimizar su influencia y asegurar su expulsión y la de sus seguidores. El 30 de noviembre de 1532, los pastores y guardianes de la iglesia pidieron al concejo municipal que hiciera cumplir las normas éticas, que decretase oficialmente la fe reformada y refutase las doctrinas «sectarias». Las autoridades, que habían permitido que las congregaciones sectarias prosperaran entre los refugiados y las órdenes menores, solo expulsaron a los alborotadores importantes, pero Bucero insistió en que el concejo debía tomar el control de todo culto cristiano en la ciudad por el bien común.
En respuesta, el concejo municipal creó una comisión para formar un sínodo ciudadano. Para este encuentro, Bucero proporcionó un borrador con dieciséis artículos sobre la doctrina de la iglesia. El sínodo se reunió el 3 de junio de 1533 en la iglesia de Santa Magdalena para debatir ese texto, que finalmente aceptaron en su totalidad. Los líderes de las sectas fueron llevados ante el sínodo e interrogados por Bucero. A Ziegler le prohibieron predicar —si bien le permitieron permanecer en Estrasburgo—, Hoffmann era considerado peligroso para la ciudad y decidieron encarcelarlo, mientras que Schwenckfeld abandonó la ciudad por su propia voluntad.
Después del sínodo, el concejo municipal dio largas al asunto durante varios meses. La comisión del sínodo, que incluía a Bucero y Capito, tomó la iniciativa y elaboró un proyecto de orden para la regulación de la iglesia. Propusieron que el concejo asumiera el control casi absoluto de la iglesia y se responsabilizara de supervisar la doctrina, de nombrar a los guardianes de la iglesia y de mantener las buenas costumbres. Aun así, el concejo se retrasaba y condujo a los pastores al borde de la dimisión. Solo cuando los seguidores de Hoffman tomaron el poder en Münster, actuó el concejo por temor a un incidente similar en la ciudad. El 4 de marzo de 1534, el ayuntamiento anunció que la Confesión Tetrapolitana de Bucero y sus dieciséis artículos sobre la doctrina de la iglesia eran las declaraciones oficiales de la fe de la iglesia. Todos los anabaptistas debían someterse a estas leyes o salir de la ciudad. La decisión estableció una nueva iglesia en Estrasburgo. Capito declaró más tarde: «Bucero es el obispo de nuestra iglesia».

## Campaña por la unidad protestante

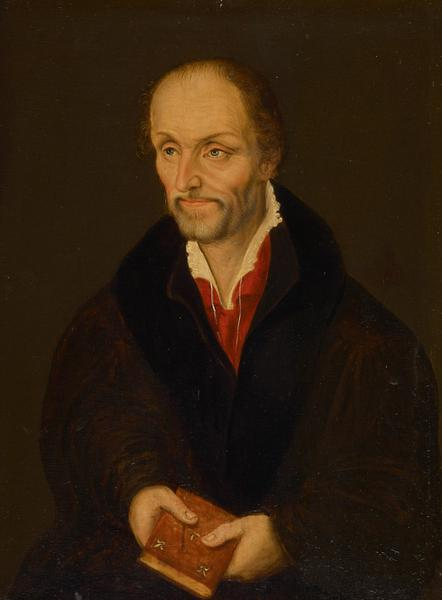
Felipe Melanchthon trabajó estrechamente con Bucero en varios documentos teológicos de la causa protestante.

Para 1534, Bucero era una figura clave en la Reforma alemana. En repetidas ocasiones, tomaba la iniciativa para garantizar un acuerdo doctrinal entre Witemberg y las ciudades meridionales de Alemania y las de Suiza. En diciembre de 1534, sostuvo una serie de conversaciones con Melanchthon en Kassel y, a partir de esto, redactó diez tesis que aprobaron los teólogos de Witemberg. En octubre de 1535, Lutero solicitó una reunión en Eisenach para alcanzar un acuerdo definitivo entre las facciones protestantes. Bucero convenció a los alemanes meridionales a que asistieran, pero los suizos, liderados por Heinrich Bullinger, sucesor de Zuinglio, se mostraron escépticos a sus intenciones. En su lugar, se reunieron en Basilea el 1 de febrero de 1536 para redactar su propia confesión de fe. Bucero y Capito asistieron e instaron a los suizos a que adoptaran un texto de compromiso sobre la eucaristía para no ofender a los luteranos. La presencia real de Cristo fue reconocida, pero se rechazó una unión natural o terrenal entre Cristo y los elementos (pan y vino). El resultado fue la Primera Confesión Helvética, que levantó el ánimo de Bucero para su próximo encuentro con Lutero.
La reunión debía empezar el 21 de mayo de 1536, por lo que se trasladó a Witemberg porque Lutero estaba enfermo. Para sorpresa de los alemanes meridionales, Lutero comenzó a criticarlos y exigió que abandonaran esa noción falsa sobre la eucaristía. Capito intervino para calmar las cosas y Bucero comentó que Lutero había malinterpretado las opiniones sobre el tema. Los luteranos insistieron en que los no creyentes que participaban en la eucaristía recibían verdaderamente el cuerpo y la sangre de Cristo. Bucero y los alemanes meridionales creían que solo se reciben los elementos del pan y vino. Bugenhagen formuló un arreglo, aprobado por Lutero, que distinguía entre los «indignos» (indigni) y los «incrédulos», no creyentes o impíos (impii). Los alemanes meridionales aceptaron que los indignos reciben a Cristo, pero la cuestión de los impíos quedó sin respuesta. Las dos partes trabajaron sin demoras en otros temas y, el 28 de mayo, firmaron la Concordia de Witemberg. Estrasburgo aprobó rápidamente el documento, pero Bucero necesitó mucha persuasión para convencer a todas las ciudades del sur de Alemania. Los suizos mostraban resistencia, en particular Zúrich. Incluso rechazaron una pequeña declaración sobre la unión de Cristo con los elementos de la eucaristía. Bucero aconsejó a los suizos que celebraran un sínodo nacional para tratar sobre el asunto, con la esperanza de que al menos pudiera convencer a Berna y Basilea. El sínodo se reunió en Zúrich entre el 28 de mayo y el 4 de abril de 1538, pero Bucero no pudo conseguir el apoyo ni de una sola ciudad. Los suizos nunca aceptaron o rechazaron la Concordia de Witemberg.
Bucero creía que la Concordia de Witemberg permitía una verdadera reconciliación entre protestantes y una futura hegemonía doctrinal del luteranismo.
Al final, Bucero pudo influir indirectamente en los suizos. En el verano de 1538, invitó a Juan Calvino, futuro reformador de Ginebra, a que dirigiera una congregación de refugiados franceses en Estrasburgo. Teológicamente, ambos tenían mucho en común y mantuvieron una larga amistad. Actualmente, los estudiosos modernos discuten el grado en que Bucero influenció a Calvino, pero concuerdan en  que muchas de las reformas que el teólogo francés implementó después en Ginebra, como la liturgia y organización de la iglesia, las desarrolló primero en Estrasburgo.

## Asesor de Felipe I de Hesse
En 1538 la ley de Felipe I de Hesse que protegía a los judíos en su territorio quedó sin efecto, por lo que encargó a Bucero que elaborara una nueva política. Felipe le entregó un borrador tolerante en la regulación de ese asunto. Bucero rechazó las condiciones favorables y recomendó prohibir que los judíos participaran en las relaciones comerciales, excepto las que proporcionaban la subsistencia mínima. Además, en su tratado Consejo sobre los judíos (Judenratschlag) incluía sus primeros estereotipos negativos de ese grupo étnico. La nueva ordenanza de Felipe (1539) llegó a un arreglo: permitía a los judíos que practicaran el comercio y participaran en las actividades financieras, pero añadía normas estrictas en cuanto a sus asociaciones con cristianos. Existía la posibilidad de una aplicación arbitraria de la nueva política y, como resultado, muchos judíos optaron por irse de Hesse. Por esto, Bucero compartió parte de la culpa.{{|Greschat|2004|pp=156-158}}
En noviembre de 1539, Felipe I le pidió crear una defensa teológica de la bigamia, ya que había decidido contraer un matrimonio bígamo. Bucero aceptó a regañadientes, pero con la condición de que ese matrimonio debía mantenerse en secreto. Primero consultó a Lutero y Melanchthon, luego los tres reformadores presentaron a Felipe I una declaración de asesoría (Wittenberger Ratschlag); entonces, Bucero elaboró sus propios argumentos a favor y en contra de la bigamia. Aunque el documento especificaba que este tipo de matrimonio podría ser castigado bajo condiciones excepcionales, Felipe I de Hesse lo entendió como la aprobación de su matrimonio con la dama de compañía de su hermana. Cuando se propagaron rumores del matrimonio, Lutero le dijo a Felipe que lo desmintiera, mientras que Bucero le aconsejó que ocultara a su segunda esposa y no mencionara el asunto. Algunos eruditos han notado una posible motivación para este notorio consejo: los teólogos creían que habían aconsejado a Felipe I como pastor a su feligrés y que una mentira estaba justificada para proteger la privacidad de sus consejos confesionales. El escándalo que siguió al matrimonio bígamo causó que Felipe I de Hesse perdiera influencia política y la Reforma dentro del Sacro Imperio se vio seriamente comprometida.

## Temas doctrinales
A finales de 1538, poco antes de la muerte del duque católico Jorge de Sajonia, se celebró un coloquio religioso en Leipzig para discutir posibles reformas dentro del ducado. El electorado de Sajonia envió a Melanchthon, mientras que Felipe I de Hesse delegó a Bucero. El ducado estuvo representado por Georg Witzel, exluterano reconvertido al catolicismo. En las discusiones del 2 al 7 de enero de 1539, Bucero y Witzel acordaron dar una prórroga a puntos controvertidos de la doctrina, pero Melanchthon se retiró, pues estimaba que la unidad doctrinal era un requisito previo para un plan de reforma. Witzel coincidió en quince artículos, que cubrían diversos temas de la vida eclesiástica. Sin embargo, Bucero no hizo concesiones doctrinales, sino que permaneció en silencio en temas cruciales como la misa y el papado. Su enfoque ecuménico provocó duras críticas de otros reformadores.

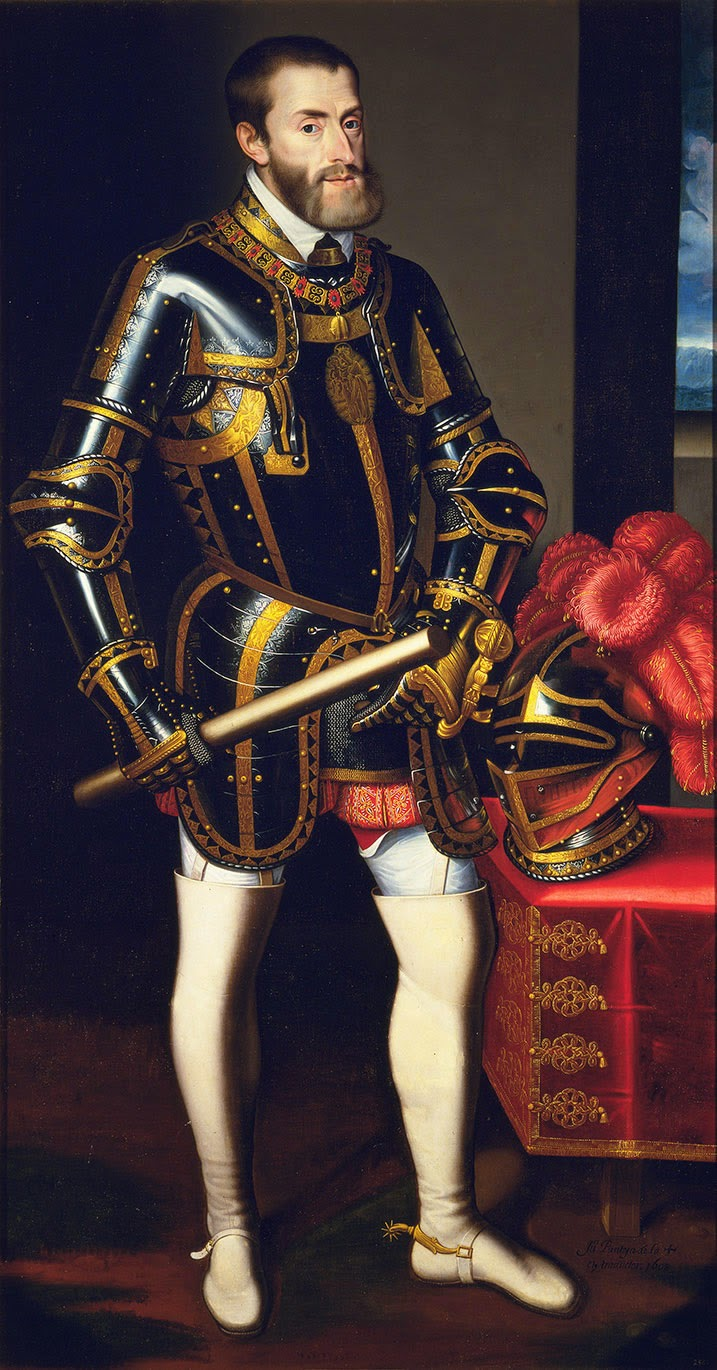
Carlos V intentó recuperar a los príncipes protestantes en una serie de coloquios y dietas imperiales. Cuando fracasó la reconciliación, trató de reprimir la resistencia protestante en la Guerra de Esmalcalda.

En la tregua de Fráncfort (1539), Carlos V y los dirigentes de la Liga de Esmalcalda acordaron en un coloquio resolver todas las cuestiones religiosas dentro del Sacro Imperio. Bucero puso grandes esperanzas en esta reunión: creía que podría convencer a la mayoría de católicos alemanes que aceptaran la doctrina de la sola fide como punto de partida para el debate de otros temas secundarios. Bajo diferentes seudónimos, publicó folletos que promovían una iglesia nacional alemana. El 12 de junio de 1540 comenzó una conferencia en Haguenau, pero luego de un mes de discusiones las dos partes no lograron ponerse de acuerdo en un punto de partida común, por lo que decidieron volver a reunirse en Worms. Melanchton dirigió a los protestantes y Bucero tuvo una gran influencia tras bastidores. Cuando el coloquio volvió a estancarse, el canciller imperial, Nicolás Perrenot de Granvela, sugirió negociaciones secretas. En ese momento, Bucero empezaba a trabajar con Johann Gropper, un delegado de Hermann von Wied, arzobispo de Colonia. Consciente de los riesgos de esa aparente colusión, estaba decidido a forjar la unidad entre las iglesias alemanas. Ambos coincidieron en veintitrés artículos en los que Bucero había cedido a la posición católica. Estos incluían la justificación, los sacramentos y la organización de la Iglesia. Quedaron inconclusas cuatro cuestiones en disputa: veneración de los santos, misas privadas, confesión auricular y transubstanciación. Los resultados fueron publicados en el Libro de Worms, que presentaron confidencialmente a un príncipe de cada bando de la división religiosa: Felipe I de Hesse y Joaquín II, elector de Brandeburgo.
El Libro de Worms sentó las bases para las últimas negociaciones en la dieta de Ratisbona (1541). El emperador creó un pequeño comité, compuesto por Johann Eck, Gropper y Julius von Pflug en el lado católico y Melanchthon, Bucero y Johann Pistorius en la parte protestante. El punto de partida de la discusión fue el Libro de Ratisbona —esencialmente la misma publicación de Worms, pero con modificaciones del legado papal Gasparo Contarini y otros teólogos católicos—. Ambas partes tenían pensado un buen comienzo y llegar a un acuerdo sobre la cuestión de la justificación por la fe, pero no pudieron acordar nada sobre la autoridad de enseñanza de la Iglesia, ya que los protestantes insistían en que era la Biblia y los católicos imponían el magisterio —en otras palabras, el papa y sus obispos—. En el artículo sobre la misa y la Cena del Señor, Contarini trató de insertar el concepto de la transubstanciación, que era inaceptable para los protestantes. Como resultado, el coloquio llegó a un punto muerto. Para salvar algunos de los acuerdos alcanzados, Carlos V y Granvela ordenaron reimprimir el Libro de Ratisbona con artículos adicionales que permitían a los protestantes presentar sus puntos de vista. No obstante, Lutero en Witemberg y la corte papal en Roma habían visto el libro y ambos rechazaban públicamente el artículo sobre la justificación por la fe. El fracaso de la conferencia fue un duro revés para Bucero.
Tras regresar de Ratisbona, la ciudad de Estrasburgo fue azotada por la peste. Su amigo y colega, Wolfgang Capito, sucumbió a la enfermedad; a continuación, su esposa, Elisabeth, murió el 16 de noviembre de 1541. Se desconoce cuántos hijos tuvo Elisabeth, aunque varios murieron durante el parto o a una edad joven. Uno de los hijos, Natanael, sobrevivió hasta la edad adulta —aunque débil física o psíquicamente— y permaneció con la familia Bucero el resto de su vida. En las horas finales de Elisabeth, pidió a Bucero que cuando muriera se casase con la viuda de Capito, Wibrandis Rosenblatt. Efectivamente, Bucero se casó con ella el 16 de abril de 1542; se trataba del cuarto matrimonio de Rosenblatt, pues había sobrevivido a Ludwig Keller, Juan Ecolampadio y Wolfgang Capito. Trajo a sus cuatro hijos de matrimonios anteriores. La nueva pareja tuvo una hija, a quien llamaron Elisabeth.

## Reforma en el electorado de Colonia
El 5 de febrero de 1542, Bucero y Gropper se reunieron con Hermann von Wied, arzobispo-elector de Colonia, para discutir la introducción de la Reforma en la Iglesia de su archidiócesis, dado que uno de los siete electores del Sacro Imperio, el arzobispo de Colonia, era una figura política clave para el emperador y los reformadores. Después de consultar a la dieta territorial, el arzobispo encargó a Bucero que liderara la reforma y se trasladara a Bonn, la capital del electorado (hecho que ocurrió el 14 de diciembre). Su selección produjo consternación en el cabildo catedralicio de Colonia, es decir, a los clérigos que asistían el arzobispo. La hostilidad del clero causó un distanciamiento entre Bucero y Gropper. El 19 de diciembre, el cabildo catedralicio presentó una protesta formal contra el nombramiento de Bucero, pero Wied apoyó a su nuevo protegido y a Bucero se le permitió quedarse. Se puso al frente de una pequeña congregación en la catedral de Bonn, donde predicaba tres veces a la semana, aunque su principal responsabilidad era planificar las reformas.
En enero de 1543, empezó a trabajar en un documento importante para Wied: Einfältiges Bedenken, worauf eine christliche, im Worte Gottes gegründete Reformation ... anzurichten sei (Consideración simple sobre el establecimiento de una Reforma cristiana basada en la Palabra de Dios). Melanchthon llegó a Bonn en mayo y Caspar Hedio un mes después para ayudar a redactar el documento. A principios de julio, Bucero discutió el proyecto con el arzobispo, quien, después de estudiarlo, presentó los progresos a la dieta territorial el 23 de julio. Aunque el cabildo catedralicio lo rechazó rotundamente, la dieta se pronunció a favor del programa de reformas. El documento final tenía más de trescientas páginas y cubría varios temas sobre doctrina, leyes de la Iglesia y liturgia. Entre los principios propuestos figuraban la justificación por la fe, la aceptación del bautismo y la Cena del Señor como los únicos sacramentos válidos, la ofrenda de la copa a los laicos, la celebración de servicios religiosos en lengua vernácula y la autorización del matrimonio a los sacerdotes.
Estos primeros adelantos hacia la consolidación de la Reforma se suspendieron el 17 de agosto de 1543, cuando Carlos V y sus tropas entraron en Bonn. El emperador estaba comprometido en una recia campaña para hacer valer su derecho sobre las tierras disputadas por Guillermo, duque de Jülich-Cléveris-Berg. Bucero tuvo que regresar a Estrasburgo poco después. Cuando el cabildo catedralicio antirreformista y la universidad apelaron al emperador y el papa por la protección contra su arzobispo, Carlos V se puso de su parte. Bucero escribió varios tratados para defender el plan de reforma de Wied y un libro de seiscientas páginas, Beständige Verantwortung (‘Responsabilidad constante), pero no pudo influir en el curso de los acontecimientos. Wied fue excomulgado el 16 de abril de 1546 y entregó formalmente sus títulos de elector el 25 de febrero de 1547. La comunidad protestante de Bonn expresó su consternación por este desastre. Bucero les aseguró que «los cristianos que se humillan ante Dios» recibirán finalmente su protección.

## Oposición al «Interim de Augsburgo»
Al estallar la Guerra de Esmalcalda en 1546, los protestantes sufrieron pérdidas graduales en el Sacro Imperio. El 21 de marzo de 1547, Estrasburgo se rindió al ejército imperial y, al mes siguiente de la decisiva victoria imperial en la batalla de Mühlberg, concluyó la mayoría de la resistencia protestante. En esa ciudad, Bucero y sus colegas, entre ellos Matthäus Zell, Paul Fagius y Johann Marbach, siguieron presionando al concejo para aumentar la disciplina y la independencia De la Iglesia. Carlos V anuló sus esfuerzos en la dieta de Augsburgo, que tuvo lugar entre septiembre de 1547 y mayo de 1548. La dieta produjo un decreto imperial, el «Interim de Augsburgo» provisional, que impuso los ritos y ceremonias católicas en todo el Sacro Imperio, con algunas excepciones a la Reforma. Para hacer más aceptable este documento a los protestantes, Carlos V necesitaba una figura destacada que contará con el respaldo de ellos, por lo que eligió a Bucero. El 30 de marzo de 1548, llegó a Augsburgo por su propia voluntad y, el 2 de abril, después de que le mostraran el documento, anunció su intención de ratificarlo si se realizaban ciertos cambios; pero el plazo para las negociaciones había terminado y Carlos V insistía en que fuera firmado. Cuando Bucero se negó a ello, fue puesto bajo arresto domiciliario el 13 de abril y poco después en confinamiento. El 20 de abril, firmó el «Interim» y fue liberado inmediatamente.
A pesar de esta capitulación, Bucero continuó luchando. De regreso a Estrasburgo, intensificó sus ataques contra los ritos y las ceremonias católicas y, el 2 de julio, publicó Ein Summarischer vergriff der Christlichen Lehre und Religion (Resumen conciso de la doctrina y religión cristianas), una declaración confesional que pedía a Estrasburgo el arrepentimiento y la defensa de los principios reformados descritos en veintinueve artículos. Carlos V mandó que se destruyeran todos los ejemplares. La tensión creció en Estrasburgo, pues sus opositores temían que llevara a la ciudad a la destrucción. Muchos comerciantes huyeron para evitar un posible enfrentamiento con las fuerzas imperiales. El 30 de agosto, funcionarios de los gremios votaron por que dieran comienzo las negociaciones para adoptar el «Interim». Bucero se mantuvo firme; incluso luego de que la ciudad de Constanza se rindiera y aceptase el «Interim», exhortó para rechazarlo incondicionalmente. En enero de 1549, con los planes en marcha para aplicar el «Interim» en Estrasburgo, Bucero y sus colegas continuaron oponiéndose y elaboraron un memorándum sobre cómo mantener la fe protestante bajo sus directivas. Sin apoyo significativo, Bucero y Fagius fueron relevados finalmente de sus cargos y expulsados de la ciudad el 1 de marzo de 1549. El 5 de abril salió al exilio, tal como había llegado veinticinco años antes. Se refugió durante tres semanas en casa de la esposa de Zell, Catalina.

## Exilio en Inglaterra

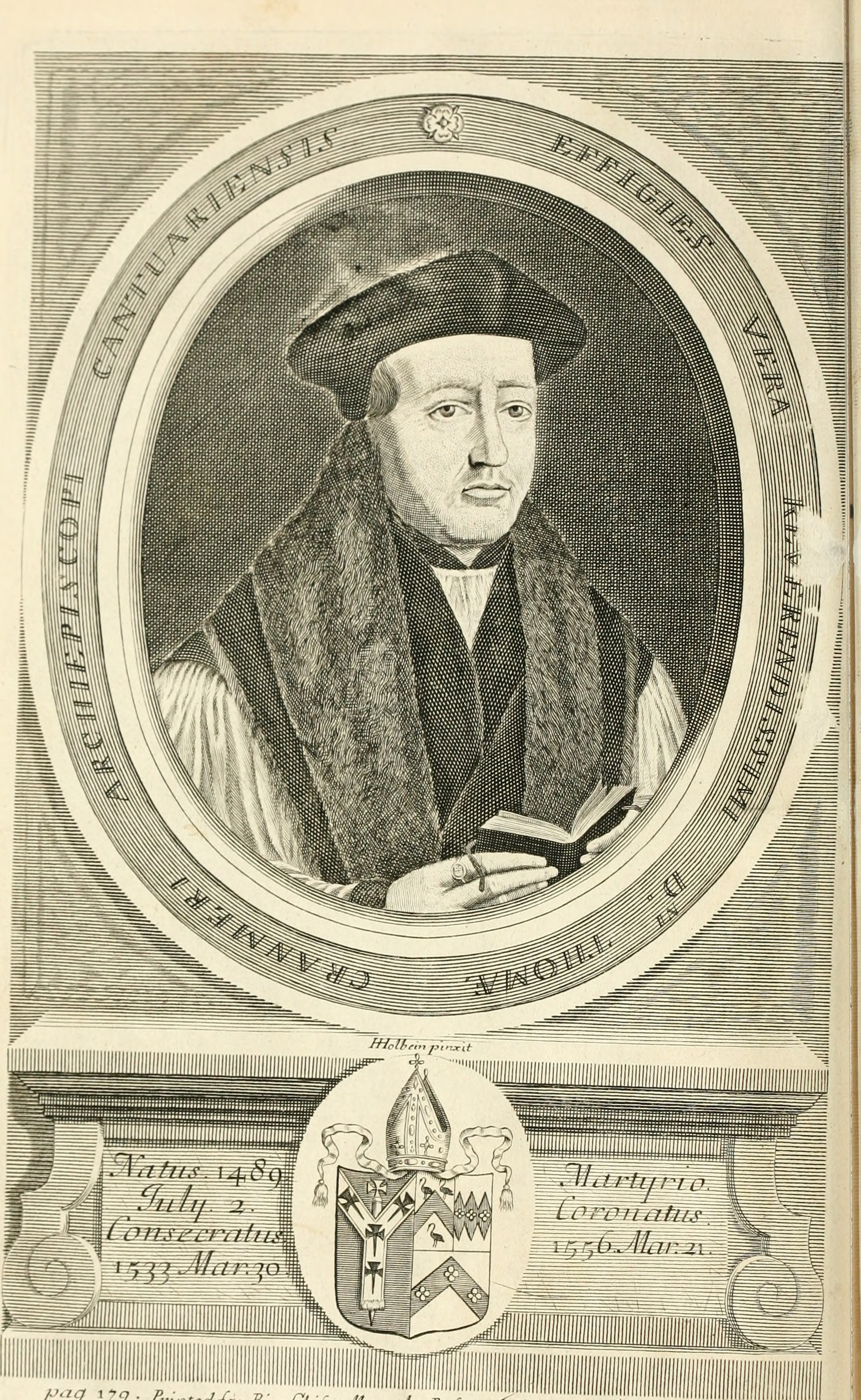
Thomas Cranmer dio refugio a Bucero en Inglaterra hasta el final de sus días.

Recibió varios ofrecimientos de asilo, como las de Melanchthon en Witemberg y Calvino desde Ginebr. Aceptó la invitación del arzobispo Thomas Cranmer en Inglaterra. Ya que Cranmer en su correspondencia nombraba a varios ingleses influyentes, Bucero creyó que la Reforma anglicana había avanzado con cierto éxito. El 25 de abril de 1549, llegó junto con Fagius y otros a Londres, donde Cranmer los recibió con todos los honores. Unos días más tarde, Bucero y Fagius fueron presentados a Eduardo VI y su corte. La esposa de Bucero, Wibrandis, y su hijastra Agnes Capito (hija de Wolfgang) llegaron en septiembre. Al año siguiente, Wibrandis organizó el viaje del resto de sus hijos y su anciana madre.
Bucero ocupó la posición de Regius Professor of Divinity (profesor de Religión) en la Universidad de Cambridge, donde conoció a Matthew Parker. En junio tuvo una polémica cuando Pedro Mártir Vermigli, otro refugiado que había ocupado un puesto equivalente en la Universidad de Oxford, debatió con sus colegas católicos sobre el tema de la Cena del Señor. Vermigli le pidió a Bucero su apoyo, pero este último no estaba completamente de acuerdo con la posición de Vermigli y pensó que la exposición de las diferencias no ayudaría a la causa de la Reforma. No dispuesto a que el conflicto de la eucaristía se repitiera en Inglaterra, le dijo Vermigli que no tomaría partido, sea católico, luterano o zuingliano. Bucero contestó: «Debemos aspirar con mucho celo a edificar a tantas personas como nos sea posible en la fe y el amor de Cristo, sin ofender a los demás». En 1550, surgió otro conflicto cuando John Hooper, el nuevo obispo de Gloucester, se negó a ponerse la ropa tradicional en su consagración. La controversia de las vestimentas enfrentó a la autoridad de Cranmer, quien apoyaba el uso de prendas en el oficio, contrariamente a Hooper, Vermigli y Jan Łaski, pastor de la Dutch Church en Londres. Como Bucero había reformado los cultos de la iglesia en Estrasburgo —para emular la sencillez de la iglesia primitiva—, Hooper esperaba el apoyo de Bucero. Sin embargo, este último intentó mantenerse al margen, argumentando que había asuntos más importantes que tratar, como la escasez de predicadores y la atención pastoral, la necesidad de instrucción catequística y la aplicación de disciplina en la iglesia. Hooper no quiso ceder y fue encarcelado en la Torre de Londres hasta que aceptó las exigencias de Cranmer.
Bucero tenía objetivos ambiciosos en la expansión de la Reforma en Inglaterra, pero acabó decepcionado cuando, estando en el poder, no le consultaban. Los ingleses tenían la costumbre de presentar un memorando al rey cada nuevo año, por lo que trabajó en un tratado que entregó como un borrador a su amigo John Cheke el 21 de octubre de 1550. De Regno Christi (En el Reino de Cristo) era la culminación de muchos años de trabajo, un resumen de su pensamiento y la teología que formaría parte de su legado; en él, instaba a Eduardo VI a que asumiera la Reforma anglicana y propuso que el Parlamento introdujera catorce leyes, que abarcaban asuntos tanto eclesiásticos como civiles. En su opinión, la Reforma no solo abarcaba a la Iglesia, sino a todos los ámbitos de la vida. Tomando nota de las condiciones sociales difíciles en Inglaterra, Bucero promovía el papel de los diáconos en la atención a los pobres y necesitados, describía el matrimonio como un contrato social en lugar de un sacramento —de ahí que permitía el divorcio, una idea moderna considerada demasiado avanzada para su época—, abogaba por la reestructuración de los sistemas económicos y administrativos y sugería la mejora de la industria, la agricultura y la educación. Su sociedad ideal era claramente autoritaria, con un fuerte énfasis en la disciplina cristiana. De Regno Christi nunca fue aplicado en la Reforma anglicana, como Bucero pretendía; ni siquiera fue impreso en Inglaterra, sino en Basilea, en 1557.
Su última contribución importante a la Reforma anglicana fue un tratado sobre la edición original del Libro de Oración Común (1549). Cranmer le había pedido su opinión sobre cómo debería revisarse el libro y Bucero presentó su respuesta el 5 de enero de 1551. Hacía un llamamiento a la simplificación de la liturgia y señalaba los elementos no esenciales: ciertos días festivos en el calendario litúrgico, actos de piedad como genuflexiones y ceremonias, como misas privadas, se enfocaba en la congregación y en cómo la gente debía adorar y ser instruida. Se desconoce cuánto de esta crítica influyó en la segunda edición del Libro de Oración Común (1552). Los estudiosos están de acuerdo en que, si bien el impacto de Bucero en la Iglesia de Inglaterra no debe ser sobrestimado, ejerció su mayor influencia en la revisión del Libro de Oración Común.

## Muerte y legado
En su estancia en Inglaterra padeció varias enfermedades, como reumatismo, tos y dolencias intestinales. Síntomas como vómitos, escalofríos y sudoración sugieren una tuberculosis grave. En febrero de 1551, su estado de salud se colapsó finalmente, y el día 22 dictó una adición a su testamento: nombró a Walter Haddon y Matthew Parker como albaceas, felicitó a sus seres queridos a Thomas Cranmer y agradeció a su hijastra, Agnes Capito, por haberlo cuidado. El 28 de febrero, después de animar a los que se le acercaban a hacer todo lo posible por realizar su visión expresada en De Regno Christi, murió a los 59 años. Fue enterrado en la iglesia de Santa María la Grande, en Cambridge, ante una gran multitud de profesores y estudiantes universitarios. Dejó a su esposa Wibrandis una herencia significativa, que consistía principalmente en el hogar y su gran colección de libros. Wibrandis volvió a Basilea, donde murió el 1 de noviembre de 1564 a los 60 años de edad.
En una carta a Pedro Mártir Vermigli, John Cheke escribió:

We are deprived of a leader than whom the whole world would scarcely obtain a greater, whether in knowledge of true religion or in integrity and innocence of life, or in thirst for study of the most holy things, or in exhausting labour in advancing piety, or in authority and fulness of teaching, or in anything that is praiseworthy and renowned.
Se nos priva de un líder que este mundo apenas volvería a tener uno mayor, ya sea en conocimiento de la verdadera religión o en la integridad e inocencia de la vida o de la sed por el estudio de las cosas más santas, o en el trabajo agotador sobre la promoción de la piedad, o en la autoridad y la plenitud de la enseñanza, o en cualquier cosa que sea digna de alabanza y renombre.

Cuando la católica María subió al trono de Inglaterra, Bucero y Fagius fueron enjuiciados póstumamente por herejía como parte de los esfuerzos para restaurar el catolicismo. Los ataúdes fueron exhumados y sus restos quemados, junto con copias de sus libros. El 22 de julio de 1560, Isabel rehabilitó formalmente a ambos reformadores. Una placa de bronce en el piso de la iglesia de Santa María la Grande marca el sitio original de la tumba de Bucero.
Tras su muerte, se continuaron traduciendo, reproduciendo y difundiendo sus escritos en todo el continente. No existe una denominación cristiana que lleve su nombre, probablemente porque nunca se desarrolló una teología sistemática como Melanchthon tenía para la iglesia luterana y Calvino para las iglesias reformadas. Varios grupos, como los anglicanos, puritanos, luteranos y calvinistas, le reivindican como uno de los suyos. La capacidad de adaptación de su teología a cada punto de vista confesional también llevó a los polemistas a criticarlo como demasiado complaciente. Wright resume su teología como práctica y pastoral más que teórica. Bucero no estaba tan preocupado por apoyar una declaración doctrinal per se, sino que dejó alternativas con el fin de discutir y ganarse a sus opositores. Al mismo tiempo, su posición teológica se basaba en las circunstancias de su época, en la que imaginaba que la sociedad ideal debía ser dirigida por un gobierno iluminado y centrado en Dios con todas las personas unidas bajo la confraternidad cristiana. Martín Bucero es recordado por haber promovido la unidad doctrinal (ecumenismo) y su esfuerzo por crear una iglesia incluyente.